# Stenoleon fieldi
Stenoleon fieldi is een insect uit de familie van de mierenleeuwen (Myrmeleontidae), die tot de orde netvleugeligen (Neuroptera) behoort. 
Stenoleon fieldi is voor het eerst wetenschappelijk beschreven door Tillyard in 1916.